# Wildflowers (album de Tom Petty)
Pour les articles homonymes, voir Wildflower.
Albums de Tom Petty
Greatest Hits
(1993) Playback
(1995)
Singles
Wildflowers, sorti le 1er novembre 1994, est le deuxième album solo de Tom Petty (sans les Tom Petty and the Heartbreakers), il a été produit par Rick Rubin.
Cet album est monté jusqu'à la huitième place des charts US et a été classé douzième meilleur album des années 90 par le magazine Rolling Stone.

## Liste des morceaux
| No  | Titre                       | Auteur                   | Durée |
| --- | --------------------------- | ------------------------ | ----- |
| 1.  | Wildflowers                 | Tom Petty                | 3:11  |
| 2.  | You Don't Know How It Feels | Tom Petty                | 4:49  |
| 3.  | Time to Move On             | Tom Petty                | 3:15  |
| 4.  | You Wreck Me                | Tom Petty, Mike Campbell | 3:22  |
| 5.  | It's Good to Be King        | Tom Petty                | 5:10  |
| 6.  | Only a Broken Heart         | Tom Petty                | 4:30  |
| 7.  | Honey Bee                   | Tom Petty                | 4:58  |
| 8.  | Don't Fade on Me            | Tom Petty, Mike Campbell | 3:32  |
| 9.  | Hard on Me                  | Tom Petty                | 3:48  |
| 10. | Cabin Down Below            | Tom Petty                | 2:51  |
| 11. | To Find a Friend            | Tom Petty                | 3:23  |
| 12. | A Higher Place              | Tom Petty                | 3:56  |
| 13. | House in the Woods          | Tom Petty                | 5:32  |
| 14. | Crawling Back to You        | Tom Petty                | 5:05  |
| 15. | Wake Up Time                | Tom Petty                | 5:19  |

## Musiciens
- Tom Petty – guitare électrique, guitare acoustique, harmonica, piano, orgue, chant
- Mike Campbell – guitare basse, guitare acoustique, guitare slide, clavecin, sitar
- Benmont Tench – harmonium, pianos, orgue, mellotron
- Howie Epstein - chœurs, basse
- Steve Ferrone - batterie
- Michael Kamen - Chef d'orchestre
- Ringo Starr - batterie sur "To Find a Friend"
- Lenny Castro - percussions
- Phil Jones - percussion
- John Pierce - bass
- Jim Horn - saxophone sur "House in the Woods"
- Brandon Fields - saxophone sur "House in the Woods"
- Greg Herbig - saxophone sur "House in the Woods"
- Kim Hutchcroft - saxophone sur "House in the Woods"
- Marty Rifkin - pedal steel guitar sur "House in the Woods"
- Carl Wilson - chœurs